# Championnat de La Réunion de football 1994
Navigation
Édition précédente Édition suivante
Le Championnat de La Réunion de football 1994 est la 45e édition de la compétition. Le championnat est remporté par la JS Saint-Pierroise.

## Classement
| Rang | Équipe                 | Pts | J  | G  | N  | P  | Bp | Bc | Diff |
| ---- | ---------------------- | --- | -- | -- | -- | -- | -- | -- | ---- |
| 1    | JS Saint-Pierroise (C) | 56  | 22 | 14 | 6  | 2  | 55 | 16 | +39  |
| 2    | USST                   | 54  | 22 | 14 | 4  | 4  | 44 | 14 | +30  |
| 3    | CS Saint-Denis         | 51  | 22 | 11 | 7  | 4  | 42 | 18 | +24  |
| 4    | SS Saint-Louisienne    | 51  | 22 | 12 | 6  | 4  | 37 | 18 | +19  |
| 5    | SS Saint-Pauloise      | 48  | 22 | 10 | 6  | 6  | 28 | 28 | 0    |
| 6    | US Possession          | 45  | 22 | 8  | 6  | 8  | 28 | 25 | +3   |
| 7    | MJC Sainte-Suzanne     | 43  | 22 | 8  | 5  | 9  | 32 | 40 | -8   |
| 8    | AS Marsouins           | 43  | 22 | 5  | 11 | 6  | 25 | 25 | 0    |
| 9    | SS Jeanne d'Arc        | 40  | 22 | 5  | 8  | 9  | 24 | 43 | -19  |
| 10   | USSA Léopards          | 38  | 22 | 5  | 6  | 11 | 17 | 32 | -15  |
| 11   | CS Sainte-Marie (P)    | 31  | 22 | 2  | 6  | 14 | 23 | 47 | -24  |
| 12   | SS Excelsior (P)       | 27  | 22 | 0  | 5  | 17 | 14 | 59 | -45  |

|  | Champion de La Réunion et qualification pour la Coupe des clubs champions africains 1995 |
|  | Relégation en 2e division                                                                |